# Osciloscop

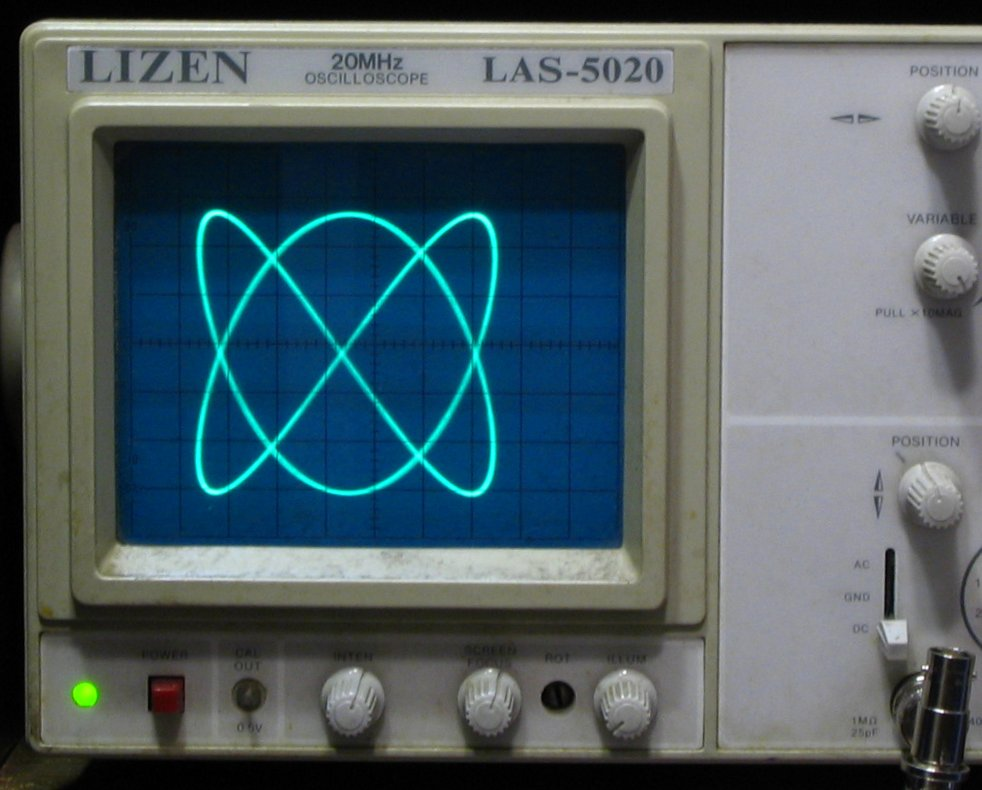
Figuri Lissajous pe ecranul unui osciloscop.

Osciloscopul este un aparat electronic de măsură care servește la observarea și măsurarea  unui semnal de tensiune electrică cu variație (frecvență) constantă, sau a mai multor semnale simultane de tensiune ce evoluează discret, folosind pentru asta în mod uzual un câmp grafic vizualizator (ecran), unde axa 'X'-lor (abscisa) este axa timpului iar axa 'Y'-lor (ordonata) este axa reprezentării amplitudinilor semnalelor de măsurat (observat).

## Alcătuire
Osciloscopul analogic clasic este realizat ca un tub catodic în care un fascicul de electroni este accelerat spre un ecran fosforescent și produce pe acesta un punct luminos. Poziția x-y a punctului luminos pe ecran este comandată prin circuite și dispozitive specializate. Astfel, ecranul osciloscopului devine un grafic al variației în timp a unei tensiuni electrice sau afișează două tensiuni electrice una în funcție de cealaltă, ca de exemplu în cazul figurilor Lissajous.
Osciloscoapele moderne sunt adesea digitale și prezintă graficele fie pe un monitor încorporat, fie pe monitorul unui calculator. Aceste osciloscoape convertesc semnalele electrice analogice de măsurat într-o corespunzătoare reprezentare digitală și pot avea un număr suplimentar de funcții, între care: memorare de date, analiză matematică a semnalelor, tipărirea opțională a lor folosindu-se imprimante și salvarea lor prin memorare în format digital, ca fișier pe unități de memorie, cum este discul magnetic. Începând cu anii 1980 osciloscoapele digitale au devenit mai numeroase decât cele cu tub catodic, cu excepția unor aplicații specializate.
Semnalele de intrare sunt reprezentate de semnalul (semnalele) de măsurat și eventual, semnalele de sincronizare dacă nu sunt disponibile de la generatoare de semnal interne sau sunt cerute din afară de procedura de măsurare. Acestea sunt introduse în osciloscop fie prin cabluri coaxiale atașate prin conectoare de tip BNC, fie prin sonde (de semnal) cu care se culeg din diferite puncte ale circuitului electric inspectat.
Osciloscoapele au în general numeroase posibilități de reglare și moderare, printre care cele mai importante sunt:
- amplificarea semnalelor de intrare și reglarea punctului lor de zero;
- scala de timp pentru baleierea pe orizontală;
- modul de declanșare a baleierii (trigger);
- tipul de grafic: t-y sau x-y;
- intensitatea luminoasă a punctului luminos (spot).

## Utilizare

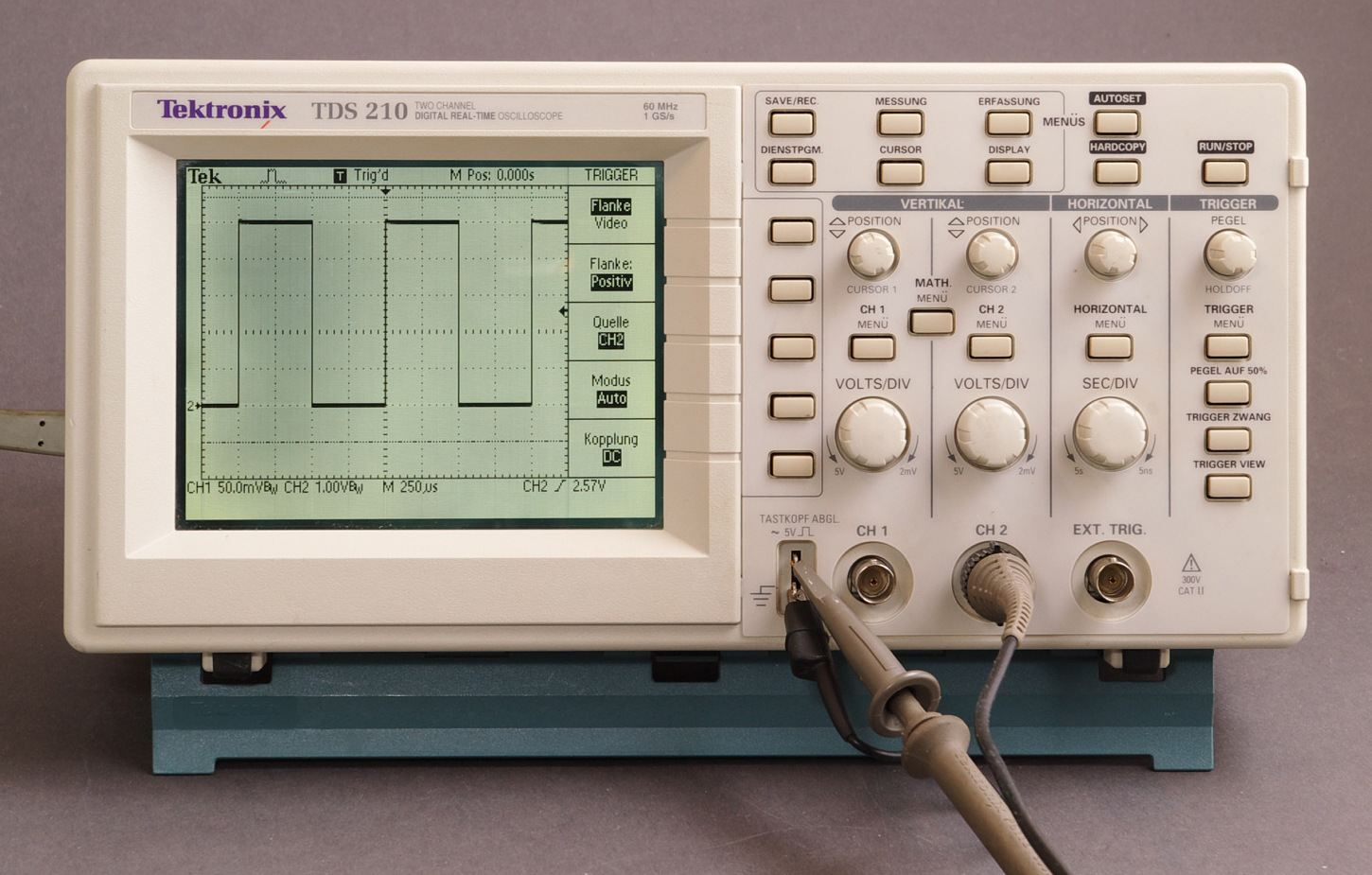
Osciloscop digital

Osciloscopul servește la măsurarea și observarea unor semnale electrice (în general de tensiune) provenite de obicei din circuite electronice, ca de exemplu televizoare, amplificatoare audio, oscilatoare electronice, diverse circuite digitale etc. Analiza formei și parametrilor acestor semnale este utilă în construcția, reglarea sau repararea unor astfel de circuite.
Pentru măsurarea semnalelor de intrare și a intervalelor de timp, pe ecran există un caroiaj ale cărui diviziuni corespund unor unități de tensiune sau timp calibrate în V/diviziune, respectiv s/diviziune. Astfel, printre parametrii cei mai importanți ai semnalelor electrice care se pot măsura sunt următorii:
- perioada sau frecvența semnalelor periodice;
- timpul de creștere sau descreștere al unui puls de la un nivel dat la altul;
- întarzierea relativă a două semnale;
- durata unui puls;
- factorul de umplere al unui semnal (tren de impulsuri) dreptunghiular

## Istoric
Primul osciloscop a fost construit în 1897 la Strasbourg de către fizicianul german Karl Ferdinand Braun, cel care printre altele a descoperit în 1874 că un contact punctiform pe un semiconductor are proprietatea de a redresa curentul alternativ. Tot el inventase și tubul catodic, dar îl folosise numai pentru a studia proprietățile fasciculelor de electroni (numite atunci „raze catodice”). Braun a introdus în tubul catodic o pereche de plăci metalice între care a generat un camp electric prin aplicarea unei tensiuni. Astfel, dacă tensiunea aplicată pe aceste plăci este alternativă, fasciculul de electroni este deflectat dintr-o parte în alta (înspre placa pozitivă), ceea ce se poate observa prin oscilarea punctului luminos de pe ecranul tubului catodic. În cinstea acestei invenții, tubul catodic este numit și astăzi, în țările unde se vorbește limba germană, „tub Braun” („Braunsche Röhre”).
Osciloscopul modern a fost dezvoltat de Allen DuMont. 